# Convent Centre Vocacional Mare Oviedo Schoental
El Convent Centre Vocacional Mare Oviedo Schoental és un edifici de Tortosa (Baix Ebre) protegit com a bé cultural d'interès local.

## Descripció
Els edificis formen una planta rectangular irregular per a tot el recinte (edificis i camps fruiters), i en forma d'"U" pel nucli principal d'edificacions. Al recinte del centre vocacional s'accedeix directament des del carrer Barcelona, i per mitjà d'un llarg camí de lleugera baixada que travessa un gran camp d'arbres fruiters. Les edificacions principals, disposades d'acord amb una "U" que volta per tres costats un pati central (obert, com es pot suposar pel costat restant), estan compostes per una gran nau longitudinal amb planta baixa, dos pisos superiors i teulada a doble vessant. Per altra banda, presenta als tres registres en alçada una organització en façana d'arcs de mig punt repetits, oberts amb portes i finestres a la planta baixa, amb finestres al primer pis, i amb petites finestres rectangulars -cegues i obertes de manera intermitent- al pis superior. El braç dret d'aquest edifici presenta la mateixa organització en façana, però de seguida perd bruscament la seva alçada i es transforma en un sol pis. El braç esquerra manté l'alçada amb planta baixa i dos pisos superiors, i connecta, pel seu extrem, amb la capella contigua de Sant Àngel -disposada en sentit paral·lel al cos longitudinal abans esmentat- amb capçalera orientat cap al pati central.

## Història
Aquest convent o centre vocacional fou fundat a partir d'una donació de la Sra. Teodora Grau i Huguet (donació de 15.000 pts), que permet comprar la finca i la casa existent a la mateixa cap al novembre de l'any 1878, encara que la fundació definitiva no es fa fins al març del 1880. La casa original fou reformada per ordre de la mare sor Àgata de Jesús (germanes Oblates del Santíssim Redemptor), i alguns anys més tard s'hi va construir un edifici nou. Per molts anys aquest centre fou dedicat com asil per a noies desemparades, i avui en dia exerceix únicament les funcions de centre vocacional. Té set hectàrees, i consta amb una plantació d'uns 800 arbres fruiters i una granja agrícola, així com tallers de costura, brodat.